# 聖母顯現
聖母顯現，或稱圣母显灵，是指天主教會中認定圣母玛利亚显现的超自然现象。知名的有1531年墨西哥的瓜达露佩圣母、1858年的露德聖母、1871年的蓬曼聖母、1900年的中華聖母、1917年的法蒂玛圣母。

## 內容
是指由教宗和眾神職人員討論和認證的現象。世界各地均有聖母塑像和畫像。但顯靈的微乎其微。通常由當地信徒，平民，遊民自述自己遇見聖母顯靈。後經通報聖座進行事項處理。有的人認為這是一種偽證，主要是用來為地方教會聚集觀光人群。